# San José (Chapare)
San José ist eine Ortschaft im Departamento Cochabamba im südamerikanischen Andenstaat Bolivien.

## Lage im Nahraum
San José ist der größte Ort des Kanton Mendoza im Municipio Villa Tunari in der Provinz Chapare. Die Ortschaft liegt in einer Bergregion auf einer Höhe von 1322 m, am linken, nördlichen Ufer des Río Jatun Mayu, einen Kilometer vor dessen Vereinigung mit dem  Río Puca Mayu zum Río Palca Mayu, der flussabwärts über den Río Juntas de Corani zum Río Chapare fließt.

## Geographie
San José liegt in der bolivianischen Cordillera Oriental auf halbem Wege zwischen Altiplano und Chapare-Tiefland.
Die Jahresdurchschnittstemperatur der Ortschaft liegt bei 23 °C (siehe Klimadiagramm La Asunta), der Jahresniederschlag beträgt etwa 1300 mm. Die Region weist ein ausgeprägtes Tageszeitenklima auf, die Monatsdurchschnittstemperaturen schwanken nur unwesentlich zwischen gut 20 °C im Juni/Juli und 25 °C im November/Dezember. La Asunta weist eine kurze Trockenzeit mit Monatsniederschlägen von 25 mm in den Monaten Juni und Juli auf, in der Feuchtezeit erreichen die Monatswerte bis 200 mm von Dezember bis Februar.

## Verkehrsnetz
San José liegt in einer Entfernung von 119 Straßenkilometern östlich der Stadt Cochabamba, der Hauptstadt des Departamentos.
Durch Cochabamba führt die Nationalstraße Ruta 4, die mit einer Länge von 1657 Kilometern das gesamte Land in West-Ost-Richtung durchquert. Die Straße beginnt im Westen bei Tambo Quemado an der chilenischen Grenze, passiert Cochabamba und Sacaba und erreicht nach 430 Kilometern Colomi. Die Straße führt dann weiter in östlicher Richtung über Santa Cruz nach Puerto Suárez im brasilianischen Grenzgebiet.
24 Kilometer hinter Colomi zweigt eine unbefestigte Landstraße in nördlicher Richtung von der Ruta 4 ab, erreicht nach weiteren zwölf Kilometern Corani Pampa, und führt weiter über Mosoj Llajta nach San José.

## Bevölkerung
Die Einwohnerzahl der Ortschaft ist in dem Jahrzehnt zwischen den beiden letzten Volkszählungen geringfügig angestiegen:
| Jahr | Einwohner         | Quelle       |
| ---- | ----------------- | ------------ |
| 1992 | keine Detaildaten | Volkszählung |
| 2001 | 406               | Volkszählung |
| 2012 | 435               | Volkszählung |
| 2024 |                   | Volkszählung |

Die Region weist einen deutlichen Anteil an Quechua-Bevölkerung auf, im Municipio Villa Tunari sprechen 83,5 Prozent der Bevölkerung die Quechua-Sprache.